# Catena del Caucaso
La catena del Caucaso (in russo Кавказские горы?, Kavkazskie gory; in georgiano კავკასიონი?, K'avk'asioni; in azero Qafqaz dağları; in armeno Կովկաս?, Kovkas) è un sistema montuoso che si estende da nord-ovest a sud-est per circa 1100–1200 km, tra il mar Nero e il mar Caspio. La sua massima ampiezza in senso longitudinale, quasi 180 km, si ha nella regione del meridiano dell'Elbrus, la più alta vetta della catena.
Si articola in due sistemi montuosi: il Gran Caucaso e il Piccolo Caucaso. Il Caucaso occidentale, per il suo alto grado di naturalità e per il minimo impatto umano sull'ambiente, per i suoi pascoli utilizzati solo da animali selvatici e per le sue estese foreste, è uno dei siti considerati patrimonio dell'umanità dall'UNESCO.
Secondo una convenzione lo spartiacque del Gran Caucaso è considerato il limite sud-orientale d'Europa; secondo un'altra convenzione, invece, il confine sud-orientale tra Europa ed Asia corre lungo la depressione del Kuma-Manyč.

## Descrizione
Il sistema montuoso si compone di due diverse catene, il Caucaso Maggiore ed il Caucaso Minore, che corrono parallele tra di loro ad una distanza di circa 100 km, separate dalle valli percorse dai fiumi maggiori Kura e Rioni. Le catene si toccano al passo di Surami (949 m s.l.m.).
Il Caucaso maggiore, che si estende tra le città di Soči e Baku, oggi si trova a cavallo del confine politico tra la Russia a nord e la Georgia e l'Azerbaigian a sud, mentre quello minore interessa gli Stati della Georgia, dell'Azerbaigian e dell'Armenia. La catena culmina con il monte Elbrus, 5642 m. Altre cime sopra i 5000 m sono il Dykh Tau (5205 m), lo Shkhara (5200 m), il Koštantau (5144 m), il Jangi-Tau (5085 m) e il Kazbek (5047 m).
La catena del Caucaso si è formata circa 25 milioni di anni fa, nel periodo Terziario come le Alpi, a seguito della collisione tra la placca araba e quella euroasiatica, tanto che ancora oggi è soggetta a terremoti. Le precipitazioni (fortemente nevose nel Gran Caucaso) calano da ovest a est e con il calare dell'altitudine. Le temperature calano da sud a nord (sul gran Caucaso la differenza fra i due versanti è 3 gradi Celsius) e con il crescere dell'altitudine.

### Storia geologica
Il Caucaso si è formato nel Cenozoico, contemporaneamente ai grandi sistemi montuosi che vanno da Gibilterra all'Himalaya, a causa della chiusura dell'antico oceano della Tetide e della collisione fra il bordo settentrionale della placca africana e quella euroasiatica. Il prisma sedimentario accumulatosi nel Mesozoico ai margini continentali si deformò e si sollevò, fino a formare l'arco montuoso delle Alpi e dei Carpazi, che si collegano, attraverso il Caucaso, all'Iran settentrionale.

### Idrografia
La catena del Caucaso è ricca di acque, che si raccolgono principalmente in quattro diversi sistemi fluviali, tutti con numerosi rami che tagliano la catena montuosa tramite valli. Tra i più noti fiumi abbiamo il Terek e il Kuban, alimentati dai ghiacciai. Il Kuban nasce dal monte Elbrus.

### Montagne principali
Di seguito viene riportata la lista delle montagne principali con indicata l'altezza, la prominenza e la nazione in cui si trovano:
| Nome                  | Altezza (m) | Prominenza (m) | Nazione            |
| --------------------- | ----------- | -------------- | ------------------ |
| Elbrus                | 5 642       | 4 741          | Russia             |
| Dykh-Tau              | 5 205       | 2 002          | Russia             |
| Shkhara               | 5 201       | 1 365          | Georgia            |
| Koštantau             | 5 152       | 822            | Russia             |
| Jangi-Tau             | 5 059       | 300            | Georgia/Russia     |
| Kazbek                | 5 047       | 2 353          | Georgia            |
| Picco Puškin          | 5 033       | 110            | Georgia/Russia     |
| Katyn-Tau             | 4 980       | 240            | Georgia/Russia     |
| Gistola               | 4 860       | 320            | Georgia            |
| Picco Shota Rustaveli | 4 860       | 40             | Georgia/Russia     |
| Tetnuldi              | 4 858       | 672            | Georgia            |
| Džimara               | 4 800       | 840            | Georgia/Russia     |
| Ushba                 | 4 800       | 1 143          | Georgia            |
| Ailama                | 4 546       | 696            | Georgia/Russia     |
| Tebulosmta            | 4 493       | 2 145          | Georgia/Russia     |
| Bazardüzü Dağı        | 4 466       | 2 454          | Azerbaigian/Russia |
| Šan (Šani)            | 4 442       | 1 775          | Georgia/Russia     |
| Tepli                 | 4 431       | 1 144          | Russia             |
| Diklosmta             | 4 285       | 843            | Georgia            |
| Monte Shahdagh        | 4 243       | 1 097          | Azerbaigian        |
| Aragats               | 4 090       | 2 143          | Armenia            |